# Jom
Jom (thajsky แม่น้ำยม) je řeka v Thajsku, kde podtupně protéká provinciemi Phayao, Phrae, Sukhothai, Nakhon Sawan. Je 500 km dlouhá.

## Průběh toku
Pramení na severu země ve vysočině Fipannam. Protéká Menamskou nížinou. Je hlavním přítokem řeky Nam, která je zdrojnicí řeky Menam-Čao-Praja.

## Vodní režim
V létě dochází k povodním, které jsou způsobené monzunovými dešti.

## Využití
Voda se využívá na plavení dřeva a zavlažování.